# El turó de les roselles
El turó de les roselles (コクリコ坂から, Kokuriko-zaka kara, lit. 'Des del turó de les roselles') és una pel·lícula d'animació japonesa estrenada el 16 de juliol de 2011 per la productora Studio Ghibli, basada en el manga Des de la muntanya de roselles de Tetsurō Sayama i Chizuru Takahashi. El seu director és Goro Miyazaki, fill de Hayao Miyazaki i director d'una altra pel·lícula de Studio Ghibli, Contes de Terramar. Es tracta del dinovè llargmetratge produït per aquesta companyia.
Ha estat doblada al català en format domèstic, llançat el 17 de desembre de 2021.

## Argument
Japó, any 1963. L'Umi Matsuzaki és una estudiant d'institut que, en absència de la seva mare, té cura dels seus dos germans i la seva àvia, alhora que administra una pensió d'estil occidental, el Coquelicot Manor, a dalt d'un turó i proper al mar. La noia compagina tranquil·lament les seves responsabilitats amb la seva vida escolar. Un dia coneix en Shun Kazama, membre del club de periodisme, i en Shirō Mizunuma, president del consell d'estudiants. Tots dos són representants del Quartier Latin, un edifici antic que acull les diferents associacions d'estudiants i que corre el perill de ser enderrocat per la renovació d'edificis amb motiu dels Jocs Olímpics d'Estiu de 1964, celebrats a Tòquio. Entre l'Umi i en Kazama sorgirà una profunda amistat que podria veure’s complicada amb l'inesperat descobriment d'un secret del passat. Junts descobriran una forma de conviure entre el tèrbol passat, el difícil present i l'esperançador futur en un moment en el temps on el Japó començava a aixecar el cap.

## Repartiment
| Personatge         | Japonès           | Català             |
| ------------------ | ----------------- | ------------------ |
| Umi Matsuzaki      | Masami Nagasawa   | Elena Barra        |
| Shun Kazama        | Junichi Okada     | Ivan Priego        |
| Shirō Mizunuma     | Shunsuke Kazama   | David García Llop  |
| Hana Matsuzaki     | Keiko Takeshita   | Maria Rosa Guillén |
| Ryoko Matsuzaki    | Jun Fukubi        | Ariadna Giménez    |
| Miki Hokuto        | Yuriko Yashida    | Eva Lluch          |
| Yoshio Onodera     | Takashi Naito     | Josep Maria Mas    |
| Akio Kazama        | Nao Omori         | Ramon Hernández    |
| President Tokumaru | Teruyuki Kagawa   | Ramon Canals       |
| Sachiko Hirokouji  | Rumi Hiiragi      | Estel Tort         |
| Sora Matsuzaki     | Haruka Shiraishi  | Irene Mirás        |
| Riku Matsuzaki     | Tsubasa Kobayashi | Marta Moreno       |
| Nobuko Yokoyama    | Toshimi Kanno     | Núria Trifol       |
| Yuko               | Aoi Teshima       | Clara Schwarze     |
| Saori Makimura     | Eiko Kanazawa     | Carme Calvell      |
| President del club |                   | Santi Lorenz       |
| Yuichiro Sawamura  | Junichi Okada     | Lluís Torrelles    |
| Hiroshi Tachibana  |                   | Cesc Martínez      |
| Gen Shiraki        |                   | Pep Ribas          |